# The Dead Milkmen
The Dead Milkmen (englisch für „Die toten Milchmänner“) sind eine 1983 gegründete US-amerikanische Punkband aus Philadelphia. Mit ihren satirischen Texten macht sich die Band nicht nur über ihr eigenes Punkpublikum, sondern auch über den gesellschaftlichen Mainstream lustig. Die größten Erfolge der Band bilden die Alben Big Lizard in My Backyard (1985) und Beelzebubba (1988) mit der Single Punk Rock Girl.

## Bandgeschichte

### Gründung
Gitarrist und Co-Sänger Joe Genaro (* 15. Oktober 1962) und Leadsänger Rodney Linderman (* 21. Mai 1963) wuchsen gemeinsam in der Kleinstadt Wagontown, Pennsylvania, auf. Auf der Highschool begann Genaro mit einem Newsletter über eine fiktive Band namens The Dead Milkmen und ihren Sänger Jack Talcum. Nach dem Wechsel auf die Temple University hielt er die während der Schulzeit begründete Songwriting-Partnerschaft zu Linderman per Briefwechsel aufrecht. Auf der Uni machte Genaro Bekanntschaft mit Schlagzeuger Dean Sabatino (Dean Clean, * 21. Mai 1962), der in einer lokalen Punkband namens Narthex spielte, und Bassist Dave Schulthise (Dave Blood, * 16. September 1956, † 10. März 2004). Die drei begannen 1983 miteinander zu spielen, ehe Rodney Linderman (von nun an Rodney Anonymous) im Sommer dazu stieß und das Quartett komplettierte.

### Plattenvertrag und kommerzieller Erfolg

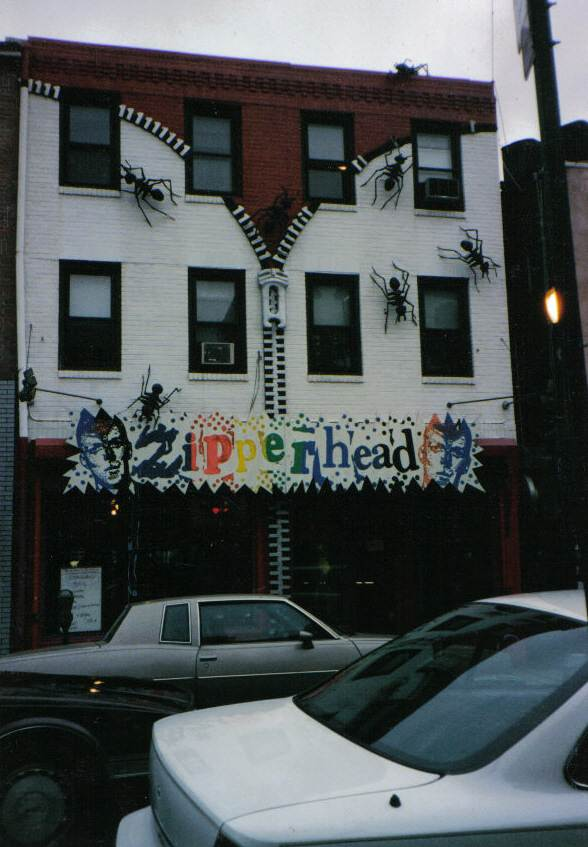
Das legendäre Zipperhead, ein bis 2005 bestehendes Geschäft für Punkmode in Philadelphia, findet in Punk Rock Girl Erwähnung.

In den nächsten zwei Jahren nahmen die Milkmen unter ihren Künstlernamen einige Kassetten auf, die sie selbstständig veröffentlichten und erlangten durch einen Live-Auftritt im Radio 1984 lokale Bekanntheit. So wurde zunächst das Punkmagazin Maximumrocknroll und schließlich das Label Restless, eine Tochter von Enigma Records, auf sie aufmerksam.
Das Debütalbum Big Lizard in My Backyard kam im Juni 1985 auf den Markt und beinhaltete 21 Titel, von denen die meisten bereits auf Kassette erschienen waren. Der Song Bitchin’ Camero, der aus einer Reihe rotziger Herabwürdigungen besteht, wurde ein Hit im Collegeradio und Lieder wie Takin’ Retards to the Zoo brachten der Band schnell Kultstatus ein. Nichtsdestoweniger schaffte es das Album nicht in die Charts.
Das Nachfolgewerk Eat Your Paisley! aus dem Jahr 1986 wurde von einigen Fans als Enttäuschung empfunden, enthielt aber immerhin den Song The Thing That Only Eats Hippies, der zumindest ein kleiner Radioerfolg wurde. Das dritte Album der Milkmen, Bucky Fellini wurde sowohl von Kritikern als auch Fans positiv aufgenommen und erreichte 1987 Platz 163 der Billboard 200. Der darauf enthaltene Track Instant Club Hit (You’ll Dance to Anything) bildet eine Parodie auf die britische alternative Musikszene der damaligen Zeit und das wachsende Interesse der Amerikaner daran.
Der größte kommerzielle Erfolg gelang den Dead Milkmen 1988 mit dem Album Beelzebubba. Dank der Singleauskopplung Punk Rock Girl erreichte das Album Platz 101 der Billboard 200 und hielt sich insgesamt über 20 Wochen in den Charts. Punk Rock Girl war ein sofortiger Collegeradio-Hit und kletterte bis auf Platz 11 der Modern Rock Tracks. Zudem erhielt das humorige Video beachtliches MTV-Airplay. An diesen Erfolg konnte die Band in der Folge nicht mehr anschließen. Nach dem Album Metaphysical Graffiti (1990) sahen sich die Milkmen ob der Pleite von Enigma Records gezwungen, sich ein neues Label zu suchen. Bei Hollywood Records brachten sie zwei weitere Alben heraus, die jedoch nicht mehr zu überzeugen wussten. 1995 löste sich die Band schließlich auf.

### Bandpause (1995–2008)

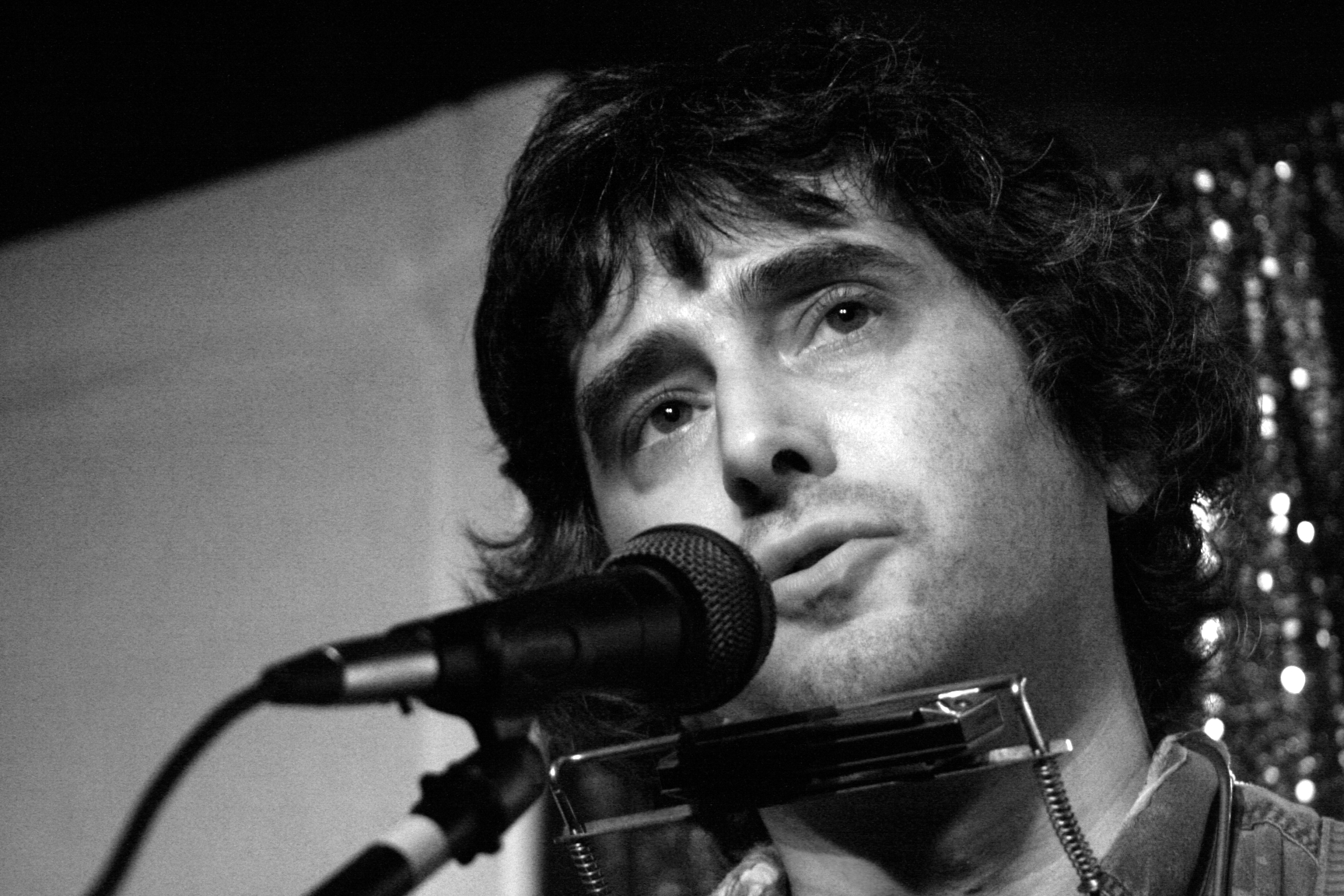
Joe Genaro bei einem Soloauftritt

In den folgenden Jahren legten die einzelnen Bandmitglieder ihre Künstlernamen ab, nahmen Jobs an und widmeten sich der Musik nur noch auf lokaler Ebene in und um Philadelphia. Während Rodney Linderman eine Celticrock-Band namens Burn Witch Burn gründete, traten Joe Genaro und Dean Sabatino zusammen als Butterfly Joe auf und veröffentlichten 2000 ein Album. Genaro trat außerdem mit zahlreichen anderes Bands und als Solokünstler in Erscheinung.
Dave Schulthise gab unterdessen das Bassspielen auf und vertiefte sein Interesse für Jugoslawien und die serbokroatische Kultur, das ihn während einer Bandtournee gepackt hatte, an der Indiana University. 1998 ging er als Englischlehrer nach Serbien, musste seine Pläne, dort als Schriftsteller zu arbeiten, aber aufgrund des Krieges aufgeben. Am 10. März 2004 nahm sich der unter Depressionen leidende Schulthise durch eine Überdosis Tabletten das Leben. Daraufhin kam die Band im November 2004 für zwei Tributkonzerte wieder zusammen. Die Rolle des Bassisten übernahm Dan Stevens, der mit Genaro bei The Low Budgets spielte. Die Erlöse gingen zum Teil an eine Organisation für geistige Gesundheit und an das serbische Kloster Studenica.

### Wiedervereinigung (seit 2008)
Mit Stevens am Bass spielten die Milkmen 2008 eine Handvoll Shows, ehe sie entschieden, mit dem Touren fortzufahren. Ende des Jahres 2010 fand sich die Band wieder im Studio ein und nahm das erste Album mit neuem Material seit über 15 Jahren auf. The King in Yellow erschien im März 2011 zunächst als Download auf der Band-Website und schließlich als Selbstveröffentlichung. Im folgenden Jahr hatte die Band einen Gastauftritt im Song The Raven von Nerdcore-Rapper MC Lars. Seither brachten die Milkmen ein weiteres Album (Pretty Music for Pretty People 2014) und vier limitierte Singles heraus. Die Band tourt weiterhin durch ausgewählte Städte in den USA.

## Rezeption
Während ihrer Hochzeit in den späten 1980er Jahren bildeten die Dead Milkmen die Speerspitze einer Bewegung spaßgetriebener Collegeradio-Bands, zu denen auch Mojo Nixon, King Missile oder Too Much Joy gehörten. Steve Huley von Allmusic beschreibt die Dead Milkmen als eine Band, die mit ihrer simplen, fröhlichen Marke Punk-Pop Popkultur, Independent-Anhänger und Intellektuelle gleichermaßen aufs Korn nimmt, wobei sie regelmäßig ihrem „Geschmack für das Geschmacklose“ frönt. Während einige Kritiker die Band lobten, verspotteten andere sie als „kindisch-besserwisserische Geeks“. Praktisch jedes Review – ob negativ oder positiv – schien den Begriff „sophomoric“ (vgl. ungefähr „intellektuell anmaßend“) zu enthalten.
Obwohl den Dead Milkmen der kommerzielle Durchbruch nie gelang – die beste Chartplatzierung blieb Platz 11 durch Punk Rock Girl (1988) – und auch manche Kritiker vor ihnen die Nase rümpften, entwickelten sie sich schnell zu einem Kultphänomen. So hatten sie mit Songs wie Bitchin’ Camero oder The Thing That Only Eats Hippies ein paar Hits im Collegeradio und mit Punk Rock Girl sogar einen MTV-Hit. Während ihr spezieller Sinn für Humor die Kritiker polarisierte, war es genau das, was die Fans an ihnen liebten. Der Versuch, sich in den 1990er Jahren in eine reifere, ernstere Richtung zu entwickeln, scheiterte und führte schließlich zur Auflösung der Band. Laut Steve Huley ist der Einfluss der Dead Milkmen nicht zu unterschätzen. So ebneten sie wahrscheinlich mehr als ihre oben genannten musikalischen Mitstreiter den Weg für eine Reihe gewitzter Geekrocker, die Mitte der 1990er Jahre kurzzeitig das Alternative-Radio beherrschten.

## Diskografie

### Studioalben
- 1985: Big Lizard in My Backyard
- 1986: Eat Your Paisley!
- 1987: Bucky Fellini
- 1988: Beelzebubba
- 1990: Metaphysical Graffiti
- 1992: Soul Rotation
- 1993: Not Richard, But Dick
- 1995: Stoney’s Extra Stout (Pig)
- 2011: The King in Yellow
- 2014: Pretty Music for Pretty People

### Live-Alben
- 1994: Chaos Rules – Live at the Tocadero

### Kompilationen
- 1993: Now We Are 10
- 1997: Death Rides a Pale Cow (The Ultimate Collection)
- 1998: Cream of the Crop
- 2003: Now We Are 20
- 2003: The Dead Milkmen Present: Philadelphia In Love (DVD)
- 2020: Depends On the Horse...

### Singles und EPs
- 1987: The Thing That Only Eats Hippies
- 1987: Instant Club Hit (EP)
- 1988: Punk Rock Girl
- 1988: Smokin’ Banana Peels (EP)
- 1992: If I Had a Gun (EP)
- 2012: Dark Clouds Gather Over Middlemarch
- 2012: Big Words Make the Baby Jesus Cry
- 2013: The Great Boston Molasses Flood
- 2013: Welcome to Undertown
- 2017: Welcome to the End of the World (EP)
- 2020: (We don't Need This) Fascist Groove Thang (EP)

### Selbstveröffentlichte Kassetten
- 1981: Living Dead in the Cellar of Sin (als fiktive Band)
- 1983: Funky Farm
- 1983: A Date with the Dead Milkmen
- 1984: Death Rides a Pale Cow
- 1984: The Dead Milkmen Take the Airwaves
- 1984: Someone Shot Sunshine